# Intendenturkåren
Intendenturkåren var en personalkår som inrättades genom en kunglig förordning den 9 april 1880 för arméns intendenter, förrådsförvaltare med flera. Chef för Intendenturkåren var generalintendenten (Genint). Intendenturkåren slogs 1966 samman med Marinintendenturkåren och flygvapnets intendenter till Försvarets intendenturkår. Denna sammanslogs i sin tur med Fälttygkåren 1973 och bildade Försvarets intendentkår. Denna upphörde som personalkår 1990.

## Struktur
Intendenturkåren, under befäl av generalintendenten, utgjordes från början av regementsintendenter, regementskommissarier, förrådsförvaltare samt intendentsaspiranter och förrådsbiträden, av vilka de flesta stod på regementenas stater. År 1893 erhöll kåren en betydligt förändrad organisation därigenom, att det bestämdes, att hela den militära intendenturpersonalen skulle uppföras och avlönas vid densamma samt av generalintendenten, som förblev kårens chef, föreslås till placering i de befattningar, som skulle bestridas av kåren. 
Intendenturkåren utvidgades ytterligare genom 1901 års härordning och utgjordes, förutom av generalintendenten, av en överfältintendent (överstes rang), fältintendenter av 1:a och 2:a graden (överstelöjtnants och majors rang), intendenter av 1:a och 2:a löneklass (kaptens rang), underintendenter (löjtnants rang), förrådsförvaltare (fanjunkares rang), vaktmästare (korprals rang) och reservpersonal av olika grader. Intendenturkårens personal, vilken hänföres till den civilmilitära, placerades av kungen (av generalintendenten rörande förrådsförvaltare och vaktmästare) till tjänstgöring i de befattningar i Arméförvaltningen, vid intendenturförråden, fördelningsstaberna och trupperna, vilka skulle bestridas av kåren. För inträde vid kåren fordrades viss tjänstgöring såsom intendentsaspirant.
Intendenturkåren ombildades genom kunglig instruktion av den 31 december 1914. Dess medlemmar blev genom denna krigsmän samt erhöll militära titlar och militär ställning. I officers grad anställdes officerare, som genomgått kurs som intendentsaspiranter (generalstabsofficerare utan dylik kurs), som förvaltare underofficerare, vilka genomgått två års kurs som förvaltaraspirant. Vid intendenturkåren fanns en särskild stab, intendenturstaben, med en regementsofficer vid intendenturkåren som chef och för övrigt bestående av personal vid intendenturkåren, placerad till tjänstgöring vid staben.

## Generalintendenter
- 1904–1905 – Knut Gillis Bildt
- 1905–1915 – Fredrik Holmquist
- 1915–1926 – Fredrik Frölich
- 1926–1935 – Axel Hultkrantz
- 1935–1946 – Helge Söderbom
- 1946–1957 – Ivar Gewert
- 1957–1963 – Hilding Kring
- 1963–1966 – Folke Diurlin